# Юманай (Шумерлинский район)
Юмана́й (чув. Юманай) — село в Шумерлинском районе Чувашской республики. До 2021 года являлась административным центром Юманайского сельского поселения до его упразднения.

## География
Находится в западной части Чувашии на расстоянии приблизительно 20 км на северо-восток по прямой от районного центра города Шумерля.

## История
Упоминается с 1795 года, когда здесь было учтено 7 дворов и 27 жителей. В 1869 году учтено было 362 жителя, в 1897 96 дворов и 468 жителей, в 1926 137 и 630 соответственно, в 1939 736 человек, в 1979 549. В 2002 году отмечено 218 дворов, в 2010 208 домохозяйств. С 1899 по 1937 год действовала Михайловская церковь. В советское время работал колхоз «Коминтерн», позднее СХПК им. Чапаева.

## Население
Население составляло 588 человек (чуваши 99 %) в 2002 году, 626 в 2010.